# Quel pazzo venerdì, sempre più pazzo
Quel pazzo venerdì, sempre più pazzo (Freakier Friday) è un film del 2025 diretto da Nisha Ganatra. 
Prodotto dalla Walt Disney Pictures, è il sequel di Quel pazzo venerdì (2003), a sua volta basato sul romanzo del 1972 di Mary Rodgers. 
A livello di cast, Jamie Lee Curtis, Lindsay Lohan, Mark Harmon, Chad Michael Murray, Rosalind Chao, Christina Vidal, Haley Hudson, Stephen Tobolowsky e Lucille Soong riprendono i rispettivi ruoli del film originale, mentre si uniscono al cast Julia Butters, Sophia Hammons - al suo debutto cinematografico - e Manny Jacinto.

## Trama
Ventidue anni dopo il primo film, Anna Coleman è diventata una manager e produttrice di musica, lasciando da parte la sua carriera di musicista nella band Pink Slip per poter crescere sua figlia Harper, ora teenager. Essendo Anna una mamma single, viene aiutata da sua madre Tess che la supporta nel prendersene cura.
A scuola Harper si incontra con la nuova compagna di classe Lily Reyes e da subito, per i loro caratteri completamente diversi, si scontrano e causano un incidente durante la lezione di chimica. Anna è quindi chiamata nell'ufficio della preside dove incontra il padre di Lily, Eric e i due hanno un colpo di fulmine.
Sei mesi dopo Anna ed Eric decidono di sposarsi ma il rapporto tra Harper e Lily è molto teso a causa delle loro diversità e dalla decisione dei genitori di spostarsi a Londra. Harper non vuole lasciare Los Angeles e la sua passione per il surf, riflettendo sulla possibilità di restare a vivere dalla nonna Tess, mentre Lily vorrebbe ritornare alla sua vecchia vita a Londra, avendo tanti ricordi legati alla madre. Questa tensione sfocia in una lite a scuola dove parte una battaglia di cibo iniziata da Harper e Lily, portando le due alla sospensione.
Durante l'addio al nubilato, prima Anna e Tess e in un secondo momento Harper e Lily si sottopongono alla lettura della mano dalla cartomante Madame Jen, che sebbene sembri una ciarlatana predice che le linee della vita di Anna e Tess si intersecheranno di nuovo. Poco dopo Anna, Tess, Harper e Lily avvertono un terremoto ma Anna e Tess pensano sia solo una loro suggestione mentale. Tuttavia, il giorno dopo Anna e Tess di risvegliano nei corpi di Harper e Lily e viceversa.
Anna e Tess quindi vanno a scuola a scontare il tempo di detenzione e successivamente si recano da Madame Jen che gli ripete la profezia. Nel frattempo Harper e Lily ne approfittano per sabotare il matrimonio. Prima Harper va al lavoro di Anna dove incontra la sua cliente Ella in crisi perchè è stata lasciata dal suo fidanzato. In crisi, Harper chiama Lily e insieme aiutano la cantante a superare la crisi e partecipano al photoshoot insieme ad Ella. Dopo proseguono con il loro piano di sabotaggio, rintracciando il fidanzato del liceo Jake perchè scoprono grazie ad Ella che Anna aveva scritto segretamente una canzone sulla sua storia con lui. Harper e Lily si recano quindi al negozio di dischi di Jake ma falliscono nel loro tentativo di sedurlo, in quanto Jake mostra più interesse per Tess che per Anna.
Harper quindi si dirige all'ufficio immigrazione per il colloquio di accettazione per il trasferimento a Londra e qui, parlando con Eric si accorge di quanto ami sua madre Anna, avendo dei ripensamenti sul suo piano di sabotare il matrimonio. Successivamente Eric e Harper si ritrovano a surfare insieme ed Eric le confessa di avere un ripensamento sulla loro decisione di trasferirsi a Londra. Lily venendo a scoprire che il padre non vuole più trasferirsi a Londra, decide di continuare il suo sabotaggio del matrimonio invitando Jake alla prova della cena e creandosi una situazione tesa tra Harper e Lily nei corpi di Anna e Tess, Eric decide di annullare il matrimonio.
Anna, devastata lascia la cena perchè contattata da Ella che dice di avere problemi al concerto. Seguita da Harper, che si sente in colpa per quanto successo, arrivano al concerto e confrontandosi Anna spiega a Harper che la canzone che ha scritto era dedicata a lei e non a Jake. Al concerto, Anna scopre che Ella non aveva problemi ma che invece ha organizzato una reunion della vecchia band di Anna, le Pink Slip. Anna e Harper decidono quindi di cantare insieme la canzone scritta da Anna.
Nel frattempo, Lily vedendo la reazione di suo padre realizza quanto sia stata egoista e quanto abbia reso suo padre triste, e quindi dopo essersi confrontata con Tess va da Eric e lo convince a non annullare il matrimonio, e insieme a Tess i tre vanno al concerto di Ella.
Dopo aver cantato la canzone, essendo tutti riappacificati, Tess, Anna, Lily e Harper ritornano nei propri corpi e Anna vedendo Eric nel pubblico gli chiede di sposarsi. Eric quindi rinnova il suo amore per Anna e Lily si rende conto di quanto in realtà voglia essere anche lei parte di questa famiglia. Superate le avversità quindi Anna ed Eric si sposano e Lily ed Harper diventano così sorelle imparando ad accettare le loro differenze.

## Produzione
Nell'ottobre 2022, Curtis ha espresso entusiasmo all'idea di realizzare un sequel di Quel pazzo venerdì insieme a Lohan dopo aver rivelato che le due erano ancora in contatto quando un fan le ha chiesto se era disposta a esplorare ulteriormente la storia del film durante un evento in Messico.
Nel novembre 2022, Curtis ha detto che erano in trattative con lo studio ed erano "entrambe impegnate" ma "è compito della Disney e penso che siano interessati e ne stiamo parlando", commentando anche che il film del 2003 è considerato un classico per la sua nostalgia tra il pubblico cresciuto guardandolo e sperava di rifarlo.
Nel maggio 2023, Curtis e Lohan sono state entrambe intervistate dal New York Times riguardo al compimento di 20 anni del film originale e hanno detto che "avrebbero realizzato solo qualcosa che la gente avrebbe assolutamente adorato" quando è stato chiesto loro di un sequel. La Disney ha poi confermato che il sequel era in fase di sviluppo, con Elyse Hollander che scriveva la sceneggiatura, e Curtis e Lohan si aspettavano il ritorno.
Nel marzo 2024, Lohan ha confermato che il sequel era in lavorazione. Più tardi quel mese, The Hollywood Reporter annunciò che Nisha Ganatra avrebbe diretto il film da una sceneggiatura scritta da Jordan Weiss, con l'inizio delle riprese a metà del 2024 a Los Angeles e l'uscita nel 2025.
Nel giugno 2024, è stato riferito che Julia Butters si era unita al cast. Durante quel mese, fu annunciato che le riprese erano iniziate e che Mark Harmon, Chad Michael Murray, Christina Vidal Mitchell, Haley Hudson, Lucille Soong, Stephen Tobolowsky e Rosalind Chao avrebbero ripreso i loro ruoli con Sophia Hammons e Maitreyi Ramakrishnan che si univano al cast.

## Promozione
Il teaser trailer del film è stato pubblicato il 14 marzo 2025.

## Distribuzione
Il film è stato distribuito nei cinema italiani a partire dal 6 agosto 2025 e in quelli nordamericani dall'8 agosto.

## Accoglienza

### Incassi
Il film ha incassato 55982788 $ in Nord America e 31698414 $ nel resto del mondo, per un totale di 87681202 $. In Italia ha incassato 650115 €.

### Critica
Su Rotten Tomatoes il 74% delle 212 recensioni è positivo, su Metacritic il voto medio di 42 critici è di 60/100.